# Gmina Krościenko nad Dunajcem
Krościenko nad Dunajcem ist eine Landgemeinde im Powiat Nowotarski der Woiwodschaft Kleinpolen in Polen. Ihr Sitz ist der gleichnamige Kurort mit etwa 3500 Einwohnern.

## Geographie

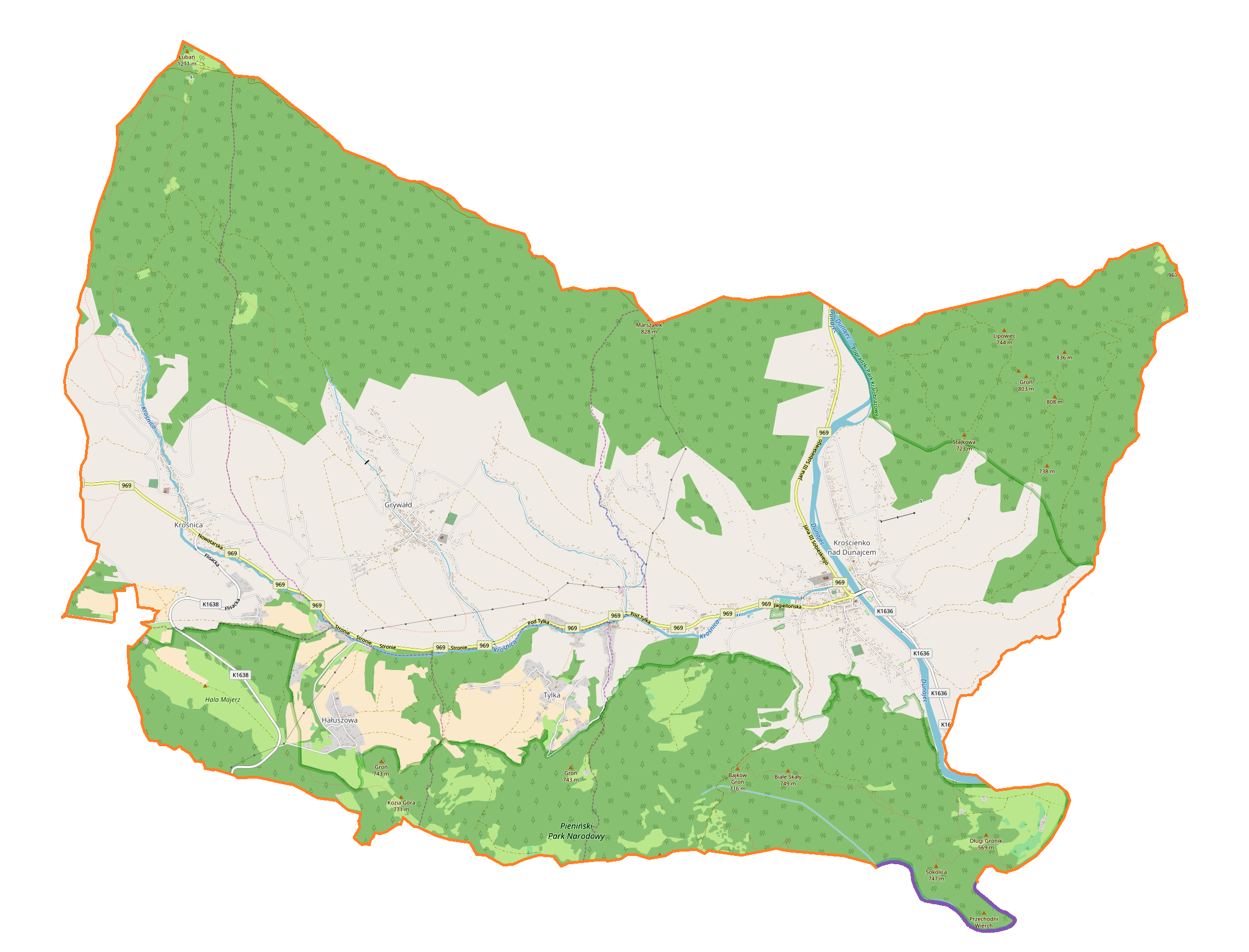
Karte der Landgemeinde

Der Gemeinde liegt zwischen den Gorcen im Nordwesten, den Sandezer Beskiden im Osten und den Pieninen im Süden. Wichtigstes Gewässer ist der Dunajec.

## Geschichte
Von 1975 bis 1998 gehörte die Gemeinde bzw. ihr Gebiet zur Woiwodschaft Nowy Sącz.

## Gliederung
Die Landgemeinde (gmina wiejska) Krościenko nad Dunajcem gliedert sich in fünf Dörfer mit acht Schulzenämtern (sołectwa):
- Grywałd:
  - Grywald
  - Dziadowe Kąty
- Hałuszowa:
  - Hałuszowa
- Krościenko nad Dunajcem:
  - Krościenko-Centrum
  - Krościenko-Zawodzie
  - Kąty - Niwki
- Krośnica:
  - Krośnica
- Tylka:
  - Tylka - Biały Potok